# Premières Nations Champagne et Aishihik
Les Premières Nations Champagne et Aishihik (en anglais : Champagne and Aishihik First Nations ; CAFN ; en tutchone du Sud : Shadhäla Äshèyi yè Kwädän) constituent une Première Nation (au sens de « bande indienne ») du Yukon, au Canada. Ses centres de population originels sont Champagne (ou Shadhäla ; foyer des Kwächä̀l kwächʼǟn, le « peuple de Champagne ») et Aishihik (ou Äshèyi ; foyer des Äshèyi kwächʼǟn, le « peuple de Aishihik »), avec des bandes actives dans les zones côtières et intérieures du territoire.
La plupart des membres de la bande a déménagé à Haines Junction, afin de bénéficier des services qui y sont offerts, tels que les écoles. Le conseil de bande y a d'ailleurs ses principaux bureaux administratifs. D'autres colonies utilisées comprenaient Klukshu. Beaucoup vivent également à Whitehorse où le conseil de bande possède d'autres bureaux. D'ethnie tutchone du Sud, la langue parlée à l'origine par les membres des Premières Nations Champagne et Aishihik est le tutchone du Sud.
Les Premières Nations Champagne et Aishihik sont l'une des quatre premières Premières Nations à signer un accord sur leurs revendications territoriales. Elles le font en 1992. La Première Nation poursuit également ses revendications territoriales sur son territoire traditionnel dans le coin nord-ouest de la Colombie-Britannique. Le territoire traditionnel de la Première Nation est de 41 000 kilomètres carrés, dont 29 000 sont situés au Yukon et 12 000 en Colombie-Britannique. La limite est du territoire se trouve au sein du bassin versant du fleuve Yukon alors que la partie ouest du territoire est généralement incluse dans le bassin versant de la rivière Alsek, qui elle se jette dans le golfe d'Alaska. La majorité du parc national de Kluane ainsi que la totalité du parc provincial de Tatshenshini-Alsek se trouvent au sein du territoire traditionnel de la Première Nation.

## Histoire
Bien qu'établis sur le territoire depuis plus de 8 000 ans, les Tutchones du Sud rencontrent les colons européens dans les années 1890, venus dans la région pour la prospection minière et les opportunités d'affaires. Jusqu'alors axés sur la nature et sur les ressources qu'elle offrait, de nouveaux produits, tels que le riz, le thé, les ustensiles, font leur entrée dans la vie quotidienne des membres de la bande.
L'arrivée des Européens cause également plusieurs changements sociaux. L'argent, les agents indiens et l'épidémie de grippe de 1918 et ses impacts locaux en sont trois exemples éloquents. La construction de la route de l'Alaska et des routes Haines et Aishihik en 1942-1943 provoque également plusieurs changements irréversibles dans le mode de vie de la Première Nation.
À l'instar des autres peuples autochtones canadiens, le gouvernement, via sa Loi sur les Indiens, veille à assurer un contrôle sur le mode de vie des membres de la Première Nation, en décidant notamment où ils pouvaient s'établir, comment ils pouvaient utiliser le territoire, s'ils bénéficiaient du droit de vote et s'ils pouvaient posséder une maison. Les pensionnats pour autochtones jouent également un rôle dans la perte de sens et d'identité de plusieurs personnes les ayant fréquenté.
En 1973, les Premières Nations Champagne et Aishihik font partie des quatre premières bandes du Yukon à avoir entamé des négociations sur leurs revendications territoriales. L'entente finale est signée le 29 mai 1993 pour entrer en vigueur le 14 février 1995.
En 1999, les restes momifiés d'un homme ont été retrouvés par un groupe de chasseurs dans un glacier du parc Tatshenshini-Alsek en Colombie-Britannique. La datation au radiocarbone des artefacts trouvés avec le corps a placé son âge entre 300 et 550 ans. Les chercheurs ont contacté les Premières Nations Champagne et Aishihik au sujet de la découverte avant de faire une annonce. Leurs représentants ont visité le site et ont nommé le corps Kwäday Dän Ts'ìnchi, signifiant « l'homme d'autrefois trouvé » en tutchone du sud.
L'ADN et d'autres tests scientifiques sont effectués avec l'accord des représentants de la Première Nation. En 2007, des tests d'ADN mitochondrial sur 241 volontaires de la région des Premières Nations Champagne et Aishihik révèlent 17 personnes vivantes apparentées à Kwäday Dän Ts'ìnchi par leur lignée maternelle directe,.
Quinze des 17 individus apparentés s'identifient au clan Wolf, suggérant que l'homme pourrait également avoir appartenu à ce clan. Les individus sont répartis à peu près également entre ceux vivant dans les zones côtières et ceux qui vivant à l'intérieur des terres, reflétant les territoires historiques des bandes. Comme convenu avec la Première Nation, après les tests, les restes de l'homme sont incinérés et enterrés à l'occasion d'une cérémonie près de l'endroit où ils ont été trouvés dans le parc Tatshenshini-Alsek.
Il est à noter que pour les Tutchones du Sud, le système de parenté est matrilinéaire, c'est-à-dire que les enfants sont considérés comme nés dans le clan de leur mère et la descendance est représentée par la lignée maternelle.

## Démographie
Selon le recensement de la population de 2021 effectué par Statistique Canada, la réserve de Champagne Landing 10 avait une population de 22 personnes vivant dans 17 des 30 logements privés au total, une hausse de 10 % de sa population de 2016, qui comptait 20 personnes. Avec une superficie de 4,82 km2, la densité de population de 4,6 par km2 en 2021.
La population de la Première Nation se chiffre à environ 1 200 personnes, faisant de celle-ci l'une des Premières Nations les plus populeuses du territoire.